# انريكيه بولونيا
انريكيه بولونيا (بالإسبانية: Enrique Bologna)‏ (13 فبراير 1982 بكلايبول في الأرجنتين - ) هو لاعب كرة قدم أرجنتيني في مركز حراسة المرمى. لعب مع أليانزا ليما وبانفيلد وبنيارول وجيمناسيا لابلاتا ويونيون دي سانتا في.

## وصلات خارجية
- انريكيه بولونيا على موقع إي إس بي إن إف سي (الإنجليزية)
- انريكيه بولونيا على موقع قاعدة بيانات كرة القدم.إي يو (الإنجليزية)
- انريكيه بولونيا على موقع Soccerway.com (الإنجليزية)

لم يتم العثور على روابط لمواقع التواصل الاجتماعي.